# Porlieria angustifolia
Porlieria angustifolia là một loài thực vật có hoa trong họ Zygophyllaceae. Loài này được (Engelm.) A. Gray miêu tả khoa học đầu tiên năm 1852.